# Санд-Лейк (Мічиган)
Санд-Лейк (англ. Sand Lake) — селище (англ. village) в США, в окрузі Кент штату Мічиган. Населення — 522 особи (2020).

## Географія
Санд-Лейк розташований за координатами 43°17′19″ пн. ш. 85°31′27″ зх. д. / 43.28861° пн. ш. 85.52417° зх. д. (43.288590, -85.524030).  За даними Бюро перепису населення США в 2010 році селище мало площу 1,92 км², з яких 1,84 км² — суходіл та 0,08 км² — водойми.

## Демографія
Згідно з переписом 2010 року, у селищі мешкало 500 осіб у 188 домогосподарствах у складі 116 родин. Густота населення становила 260 осіб/км².  Було 211 помешкання (110/км²).
Расовий склад населення:
| - 94,6 % — білих - 1,0 % — азіатів - 0,8 % — чорних або афроамериканців - 0,2 % — корінних американців - 1,4 % — осіб інших рас |

До двох чи більше рас належало 2,0 %. Частка іспаномовних становила 5,2 % від усіх жителів.
За віковим діапазоном населення розподілялося таким чином: 28,6 % — особи молодші 18 років, 59,6 % — особи у віці 18—64 років, 11,8 % — особи у віці 65 років та старші. Медіана віку мешканця становила 33,2 року. На 100 осіб жіночої статі у селищі припадало 90,1 чоловіків;  на 100 жінок у віці від 18 років та старших — 95,1 чоловіків також старших 18 років.
Середній дохід на одне домашнє господарство  становив 43 239 доларів США (медіана — 34 464), а середній дохід на одну сім'ю — 46 293 долари (медіана — 41 125). Медіана доходів становила 41 042 долари для чоловіків та 33 750 доларів для жінок. За межею бідності перебувало 23,0 % осіб, у тому числі 22,6 % дітей у віці до 18 років та 18,6 % осіб у віці 65 років та старших.
Цивільне працевлаштоване населення становило 190 осіб. Основні галузі зайнятості: роздрібна торгівля — 17,9 %, мистецтво, розваги та відпочинок — 12,6 %, освіта, охорона здоров'я та соціальна допомога — 12,6 %.